# I Chin Ching

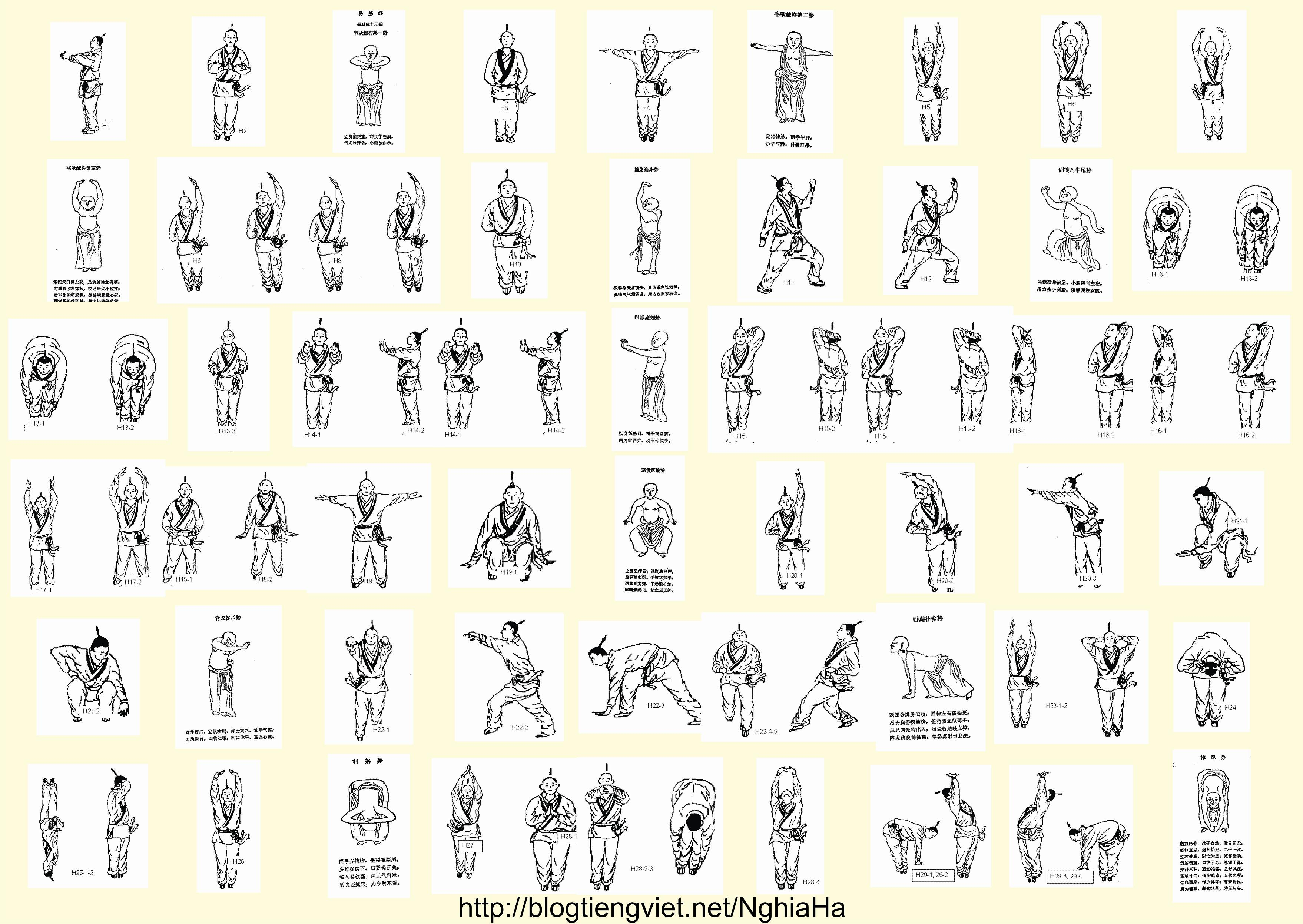
Sequência de treino de Yì Jīn Jīng

I Chin Ching (Wade-Giles) ou Yì Jīn Jīng (Pinyin) - 易筋經 - pode ser traduzido como "Clássico (ou Tratado, ou Livro) da renovação (ou transformação) dos Músculos e Tendões".
Criado durante a Dinastia do Sul (420-589), é um método popular na China para manter a boa forma física. É praticado para cultivar a saúde, como condicionamento físico, e na recuperação de indisposições relacionadas a problemas musculares e ósseos.

## O que é?
Desenvolvido a partir dos movimentos de trabalho dos camponeses, o I Chin Ching se constitui de 12 exercícios, especialmente eficazes no desenvolvimento da força muscular.
Os movimentos do I Chin Ching são árduos e vigorosos, contudo, na severidade há suavidade e no movimento há serenidade.
Sua origem costuma ser atribuída a Bodhidharma, mas a afirmação é posta em dúvida por diversos historiadores das artes marciais, como o Dr. William C.C. Hu descreve em seu artigo sobre o Yijinjing publicado em 1965 no Black Belt Magazine.

## Os exercícios
Os três primeiros são exercícios de alongamento, melhoram a postura e ampliam o tórax, e devem ser executados sucessivamente, uma vez cada.
Os demais, do 4º ao 12º, são exercícios para o corpo e para a mente, devendo na sua execução serem enfatizadas a atenção e imagem, ajudando também a cultivar uma mente alerta.

## Cinco regras doYijinjing
As cinco regras tradicionais do Yijinjing são: 
- Quietude: como a água do lago reflete a lua, um espírito calmo permite que a energia mova-se dentro do corpo
- Lentidão: movimentos lentos são necessários para flexionar os músculos profundamente até sua extensão máxima, mobilizando o Qi e Xue
- Extensão: cada movimento deve ser levado a seu limite, sem forçar
- Pausa: o melhor resultado vem da espera e de manter o alongamento por um tempo mais longo
- Flexibilidade: os membros e o tronco devem ser alongados de modo que o sangue e a energia possam circular, proporcionando flexibilidade.

## A respiração durante a prática
As orientações sobre a respiração durante a prática de Yijinjing são controversas.
Algumas fontes insistem em acompanhar os movimentos com uma respiração inversa profunda, forçada, a fim de desenvolver a vitalidade.
Outras fontes, entre elas Robert W. Smith (em seu artigo sobre o tema no J.A.M.A. em 1996), sugerem que há diferenças entre a orientação sobre a respiração nas linhagens do norte e do sul da China. 
Em seu trabalho sobre "A respiração no Taiji e em outras artes marciais" (Breathing in Taiji and other fighting arts), Smith analisa praticantes veteranos de Taiji, os textos clássicos desta arte, e também lutadores experientes, constatando que o tipo mais adequado de respiração para as finalidades relacionadas às artes marciais e à saúde fica entre a respiração abdominal clássica e um respirar lento, inconsciente. Pode também haver momentos de explosões repentinas (Fajing), típicos de artes marciais em seus golpes mais duros.